# Embraer EMB-712
O Embraer EMB-712 "Tupi" é um avião monomotor comercial a pistão, produzido no Brasil pela Embraer e posteriormente por sua subsidiária Neiva, sob licença da norte-americana Piper Aircraft.
Na verdade este é o nome brasileiro do modelo Archer II.

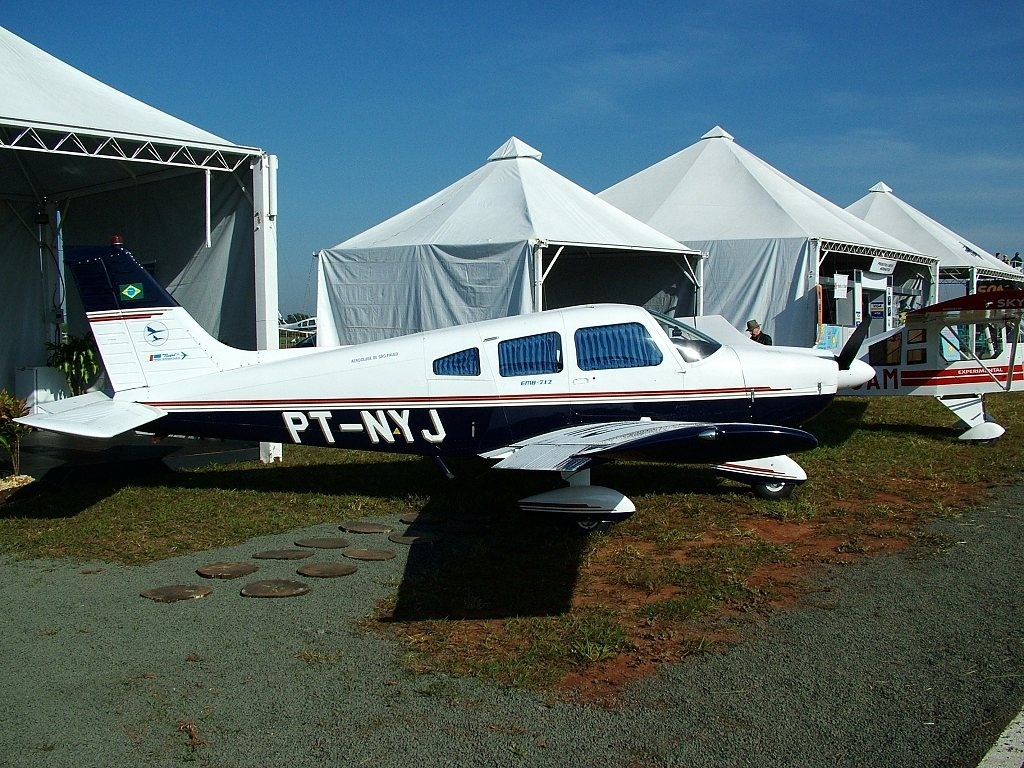
Embraer Tupi no Aeroclube de São Paulo

Lançado em 1979 no Brasil, em 1980 já era considerado o mais barato e simples avião de turismo do país, além de ser econômico e apresentar alto nível de segurança, o que proporcionou grande aceitação entre os aeroclubes e o mercado nacional, com um total de 145 unidades fabricadas.
Com quatro lugares, incluindo piloto, foi utilizado como avião de turismo e de treinamento.
Sua fuselagem é do tipo monocoque, com estrutura primária de liga de alumínio. Equipado com asa semi-afilada, o monomotor EMB-712 Tupi pode atingir a velocidade de 207 km/h, com seu motor Lycoming de 180 HP.